# Torre Wave
La Torre Wave o The Wave Tower fue un rascacielos de gran altura previsto para el distrito de Madinat Al Arab en Dubai Waterfront en la ciudad de Dubái, en los Emiratos Árabes Unidos. Diseñada por el estudio de arquitectura español A-cero, su diseño planeado cuenta con noventa y dos plantas y con una altura final de unos 370 metros. Es destacable que también se haya pensado en que sea un edificio verde, más respetuoso con el medio ambiente. El comienzo de su construcción estaba previsto para finales de 2009. 